# Diego Maradona

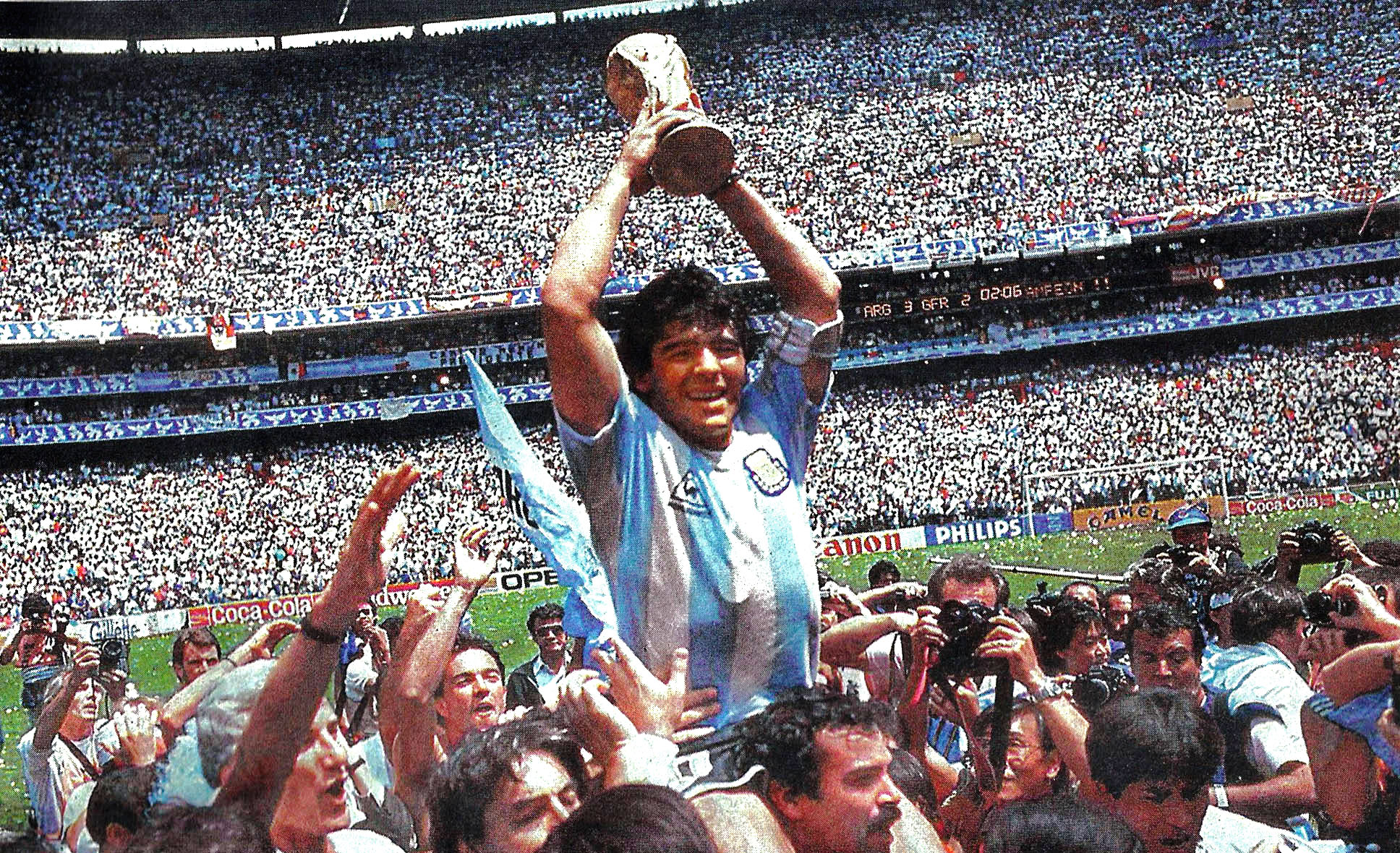
Diego Maradona år 1986.

Diego Armando Maradona, född 30 oktober 1960, död 25 november 2020, var en argentinsk fotbollsspelare och tränare. Maradona anses som en av de bästa fotbollsspelarna genom tiderna och av vissa som den allra bästa. När det internationella fotbollsförbundet Fifa anordnade en webbaserad omröstning år 2000 med världens fotbollsfans om vem som har varit 1900-talets bästa fotbollsspelare blev Maradona placerad på förstaplatsen.
Maradonas främsta merit var hans VM-guld med Argentina i VM 1986 där han blev utnämnd till turneringens bästa spelare. Under sin landslagskarriär spelade han i fyra VM-slutspel, 91 landskamper och gjorde 34 mål. Största delen av hans klubblagskarriär tillbringades i Boca Juniors, Barcelona och Napoli. År 1987 och 1990 blev han italiensk mästare med Napoli. Under sin tid i klubben från 1984 till 1991 spelade han 259 matcher och gjorde 115 mål.
Maradonas spelstil kännetecknades av en otrolig teknik och spelförståelse. Han var bara 1,66 m lång och med sin låga tyngdpunkt kunde han dribbla förbi spelare med bollen klistrad vid fötterna. Han var också känd för sin karisma och sin förmåga att höja sina medspelares prestationer.
Efter den aktiva karriären blev han fotbollstränare. Han ledde bland annat Argentinas herrlandslag i VM 2010.
Maradona avled i november 2020 efter en längre tids hälsoproblem. Efter hans död beslutade Argentinas president att landet skulle ha tre dagars landssorg. Napolis hemmaarena bytte namn från San Paolo-stadion till Diego Armando Maradona-stadion efter hans död.

## Biografi

### Bakgrund
Diego Maradona föddes som det femte barnet av åtta i en fattig familj som bodde i Villa Fiorito, en kåkstad i utkanten av Buenos Aires. Hans föräldrar, båda uppväxta i provinsen Corrientes, var Don Diego Maradona (1927–2015) och Dalma Salvadora ”Doña Tota” Franco (1930–2011). Familjen försörjdes av fadern som arbetade i en kemikaliefabrik.
Maradona inledde karriären i den lokala fotbollsföreningen Argentinos Juniors ungdomslag Los Cebollitas ("Smålökarna"). Via spel i Argentinos Juniors och senare Boca Juniors banades vägen för spel i Europa. 1982 betalade FC Barcelona den då hisnande summan 50 miljoner kr för att rekrytera honom. Redan då kallades han bland annat den "nya" Pelé och förhoppningarna på honom var stora.
Maradona petades från den argentinska landslagstruppen strax innan världsmästerskapet i fotboll 1978 på hemmaplan, där Argentina blev världsmästare. Maradona var mycket bitter efter petningen. "Jag hade kunnat bli världsmästare som 17-åring, precis som Pelé." Han sade att han aldrig mer skulle spela i landslaget men ändrade sig snabbt.
År 1979 var han med i det argentinska landslag som vann junior-VM där han var den stora stjärnan. Han gjorde 6 mål och han utnämndes till tävlingens bästa spelare.

### Internationell spelarkarriär
VM-debuten kom 1982, men Maradonas största stund var då han som Argentinas stora fixstjärna ledde laget fram till VM-titeln 1986. Många var eniga om att han var turneringens överlägset bäste spelare. Han gjorde 5 mål totalt, 2 mål i kvartsfinalen och 2 mot Belgien i semifinalen och slog den avgörande passningen i finalen mot Västtyskland (3–2).
Maradona blev i mitten på 1980-talet fotbollens obestridde megastjärna. Kanske blev han för stor för sitt eget bästa. År 1984 hade italienska SSC Napoli betalat en ny rekordsumma för honom, 65 miljoner kr.[källa behövs] I Neapel (it. Napoli) blev han dyrkad närmast som en gud av fansen. SSC Napoli, som aldrig tidigare vunnit en stor titel, vann med Maradona ligan 2 gånger, italienska cupen 1 gång och Uefacupen 1 gång. Under dessa år började dock Maradonas förehavanden utanför planen få allt större uppmärksamhet. Privatlivet blev allt mer kaotiskt, han började missbruka narkotika och misstänktes ha odlat kontakter med camorran, en kriminell organisation i Neapel.
Vid VM 1990 nådde Argentina och Maradona på nytt final, men det blev förlust mot Västtyskland (0–1). Maradona gjorde sitt sista VM-framträdande 1994. Efter fantastiskt spel i de två första gruppspelsmatcherna diskvalificerades Maradona efter ett positivt dopningsprov. Han anklagades återigen för samröre med maffian och han hade varit huvudpersonen i flera andra skandaler under åren 1990–1994.[källa behövs]

### Senare år
Diego Armando Maradonas liv kännetecknades av ett gott fotbollsspel men också av ett problematiskt privatliv. Han hade problem med matmissbruk, alkoholism och drogproblem. Efter karriären gick han upp kraftigt i vikt och drabbades av sviktande hälsa samtidigt som problemen med alkohol och droger fortsatte.
År 2000 var han nära att dö av en överdos. Han flyttade till Kuba för att rehabilitera sig och bli fri från sitt missbruk. Fyra år senare flyttade han tillbaka till Argentina. Han tackade Kuba och Fidel Castro för att ha räddat hans liv.
I juni 2005 började han jobba för Boca Juniors ledning. Maradona ledde ett tv-program under slutet av 2005 på kanal tretton i Argentina som hette La Noche del 10. Där gästades han av bland andra Mike Tyson, Pelé och Fidel Castro.
Den 28 oktober 2008 stod det klart att Maradona utsetts till förbundskapten för Argentinas herrlandslag. Han tog över uppgiften från Alfio Basile. Hans första uppgift blev att ta Argentina till VM 2010 i Sydafrika, och att coacha dem genom turneringen. Argentina åkte ut i kvartsfinal.
Våren 2011 blev Maradona klar som ny tränare för Dubai-klubben Al Wasl FC i Förenade Arabemiraten. Därefter återvände han hem till Argentina och var assisterande tränare för Deportivo Riestra mellan 2013 och 2017. 2017 fick han ett tränaruppdrag i Förenade Arabemiraten. Året därpå tog han över en mexikansk klubb innan han 2019 återvände hem återigen för att bli tränare för det argentinska klubblaget Gimnasia de La Plata.
Maradona avled i november 2020 på grund av akut hjärtinfarkt och lungödem. Han hade genomgått en operation efter en hjärnblödning några veckor före sin död. Efter hans död beslutade Argentinas president Alberto Fernandez att landet skulle ha tre dagars landssorg.
Dagen efter Maradonas död blev det klart att Napoli skulle uppkalla sin hemmaarena efter honom.

## Utmärkelser
År 2000 utnämndes han till århundradets fotbollsspelare av Fifa efter att ha fått 53,6 procent av rösterna i en internetomröstning. Tvåa var Pelé med 18,6 procent. Under VM 1986 gjorde Maradona mål mot England som senare under 2002 kom att utnämnas till det främsta VM-målet någonsin. [källa behövs]

## "Guds hand"

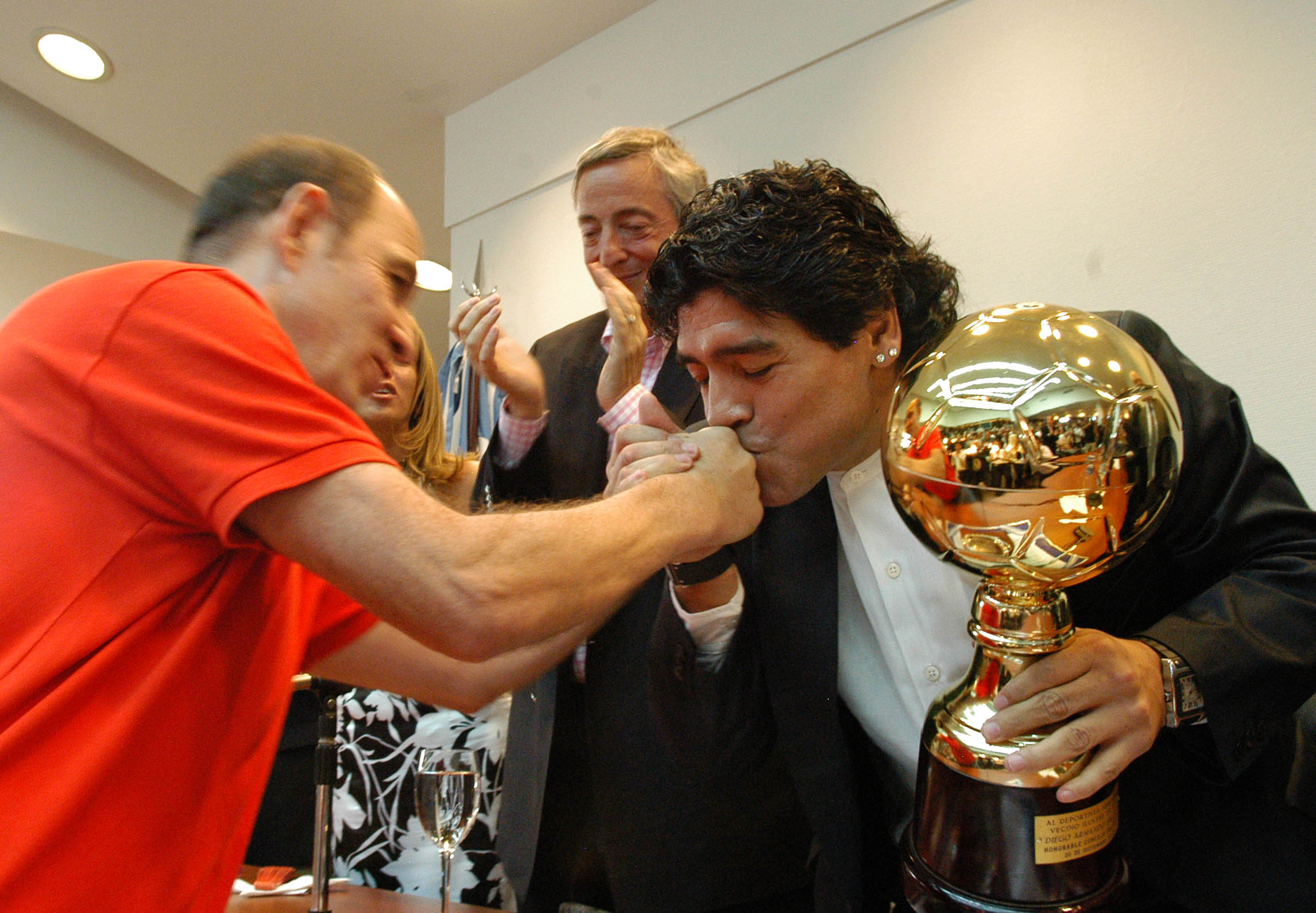
Maradona och Ricardo Bochini år 2007.

Maradona blev 1986 känd för uttrycket "Guds hand". I VM-kvartsfinalen mot England boxade Maradona in bollen i mål i samband med en duell med den engelske målvakten Peter Shilton vilket betydde 1–0 för Argentina. Målet godkändes och efteråt fick Maradona frågor om incidenten och svarade att det var "Guds hand" som hjälpt honom (Shilton lär senare ha sagt: Ska gud vara med i spelet, då ska fan stå i mål!). Bara minuter senare i samma match gjorde Maradona en fantastisk soloprestation när han från mittplanen på egen hand avancerade mot straffområdet, dribblade sig förbi fem utespelare samt den engelska målvakten Peter Shilton och sköt bollen i mål. Målet utsågs senare till århundradets mål.

## Familj
Diego Maradona var far till fem barn, tre döttrar och två söner. Två av döttrarna var från äktenskapet med Claudia Villafañe och de andra tre barnen från andra relationer. En av döttrarna, Giannina, var tidigare gift med Sergio Agüero. 
Maradona stod sina föräldrar och syskon nära, och i en intervju med Sports Illustrated år 1990 visade han upp telefonräkningar på minst 15 000 $ per månad, för att ringa hem till Argentina.

## Statistik
| Klubb              | Säsong            | Inhemsk liga      | Inhemsk liga | Inhemsk liga | Nat. täv. | Nat. täv. | Internat. täv. | Internat. täv. | Totalt | Totalt |
| Klubb              | Säsong            | Serie             | SM           | Mål          | SM        | Mål       | SM             | Mål            | SM     | Mål    |
| ------------------ | ----------------- | ----------------- | ------------ | ------------ | --------- | --------- | -------------- | -------------- | ------ | ------ |
| Argentinos Juniors | 1976 (N)          | 1a División       | 11           | 2            | -         | -         | 0              | 0              | 11     | 2      |
| Argentinos Juniors | 1977 (M+N)        | 1a División       | 37+12        | 13+6         | -         | -         | 0              | 0              | 49     | 19     |
| Argentinos Juniors | 1978 (M+N)        | 1a División       | 31+4         | 22+4         | -         | -         | 0              | 0              | 35     | 26     |
| Argentinos Juniors | 1979 (M+N)        | 1a División       | 14+12        | 14+12        | -         | -         | 0              | 0              | 26     | 26     |
| Argentinos Juniors | 1980 (M+N)        | 1a División       | 32+13        | 25+18        | -         | -         | 0              | 0              | 45     | 43     |
| Argentinos Juniors | Totalt i klubblag | Totalt i klubblag | 166          | 116          | 0         | 0         | 0              | 0              | 166    | 116    |
| Boca Juniors       | 1981 (M+N)        | 1a División       | 28+12        | 17+11        | -         | -         | 0              | 0              | 40     | 28     |
| Boca Juniors       | Totalt i klubblag | Totalt i klubblag | 40           | 28           | 0         | 0         | 0              | 0              | 40     | 28     |
| Barcelona          | 1982–83           | La Liga           | 20           | 11           | 5+6       | 3+4       | 4              | 5              | 35     | 23     |
| Barcelona          | 1983–84           | La Liga           | 16           | 11           | 4         | 1         | 3              | 3              | 23     | 15     |
| Barcelona          | Totalt i klubblag | Totalt i klubblag | 36           | 22           | 15        | 8         | 7              | 8              | 58     | 38     |
| Napoli             | 1984–85           | Serie A           | 30           | 14           | 6         | 3         | 0              | 0              | 36     | 17     |
| Napoli             | 1985–86           | Serie A           | 29           | 11           | 2         | 2         | 0              | 0              | 31     | 13     |
| Napoli             | 1986–87           | Serie A           | 29           | 10           | 10        | 7         | 2              | 0              | 41     | 17     |
| Napoli             | 1987–88           | Serie A           | 28           | 15           | 9         | 6         | 2              | 0              | 39     | 21     |
| Napoli             | 1988–89           | Serie A           | 26           | 9            | 12        | 7         | 12             | 3              | 50     | 19     |
| Napoli             | 1989–90           | Serie A           | 28           | 16           | 3         | 2         | 5              | 0              | 36     | 18     |
| Napoli             | 1990–91           | Serie A           | 18           | 6            | 3+1       | 2+0       | 4              | 2              | 26     | 10     |
| Napoli             | Totalt i klubblag | Totalt i klubblag | 188          | 81           | 46        | 29        | 25             | 5              | 259    | 115    |
| Sevilla            | 1992–93           | La Liga           | 26           | 5            | 3         | 3         | 0              | 0              | 29     | 8      |
| Sevilla            | Totalt i klubblag | Totalt i klubblag | 26           | 5            | 3         | 3         | 0              | 0              | 29     | 8      |
| Newell's Old Boys  | 1993–94 (A)       | 1a División       | 5            | 0            | -         | -         | 0              | 0              | 5      | 0      |
| Newell's Old Boys  | Totalt i klubblag | Totalt i klubblag | 5            | 0            | 0         | 0         | 0              | 0              | 5      | 0      |
| Boca Juniors       | 1995–96 (A+C)     | 1a División       | 11+13        | 3+2          | -         | -         | 0              | 0              | 24     | 5      |
| Boca Juniors       | 1996–97 (A+C)     | 1a División       | 0+1          | 0+0          | -         | -         | 1              | 0              | 0      | 0      |
| Boca Juniors       | 1997–98 (A)       | 1a División       | 5            | 2            | -         | -         | 0              | 0              | 5      | 2      |
| Boca Juniors       | Totalt i klubblag | Totalt i klubblag | 30           | 7            | 0         | 0         | 1              | 0              | 29     | 7      |

## Meriter
- A-landskamper: 91 (34 mål) (1977–1994)
- VM i fotboll: 1982, 1986, 1990, 1994
  - VM-guld 1986
  - VM-silver 1990
- Italiensk mästare (1987, 1990)
- Italiensk cupmästare (1987)
- Uefacupmästare (1989)